# الحفارة (مسلسل)
الحفارة (بالإنجليزية: The Rig)‏ هو مسلسل إثارة خارق للطبيعة قادم من بطولة إيميلي هامبشاير، إيان غلين ومارتن كومبستون. يتكون المسلسل من 6 حلقات ومن المقرر صدوره في 6 يناير 2023 على منصة أمازون برايم فيديو.

## روابط خارجية
الحفارة على موقع IMDb (الإنجليزية)
- الحفارة على موقع روتن توميتوز (الإنجليزية)
- الحفارة على موقع كينوبويسك (الروسية)
- الحفارة على موقع ألو سيني (الفرنسية)
- الحفارة على موقع قاعدة بيانات الفيلم (الإنجليزية)